# 伊予本桃市
伊予本 桃市（いよもと ももいち、1919年（大正8年） - 1974年（昭和49年）9月）は、日本の囲碁棋士。広島県出身、瀬越憲作門下、日本棋院所属、名誉八段。日本棋院中央会館の経営に携わり、国際囲碁協会を設立。会館の運営を巡って訴訟となり、日本棋院から退隠した。

## 経歴
広島県生口島に生まれる。1933年（昭和8年）瀬越憲作に入門。1935年初段。大手合で1941年前期、1943年前期第二部優勝。1952年五段。1954年六段。

### 国際囲碁協会設立
1954年丸の内に日本棋院中央会館（館長岩本薫）が設立され、棋院と独立した中央会館運営委員会が運営に当たることとなると、運営委員となって運営に専念し、同年11月に開館となる。1955年に資金が苦しくなると、伊予本が中心となって法人会員の開拓によりこれを解消、また囲碁文化会による国際囲碁トーナメント大会（5カ国のアマチュアが参加）を中央会館にて開催。1956年になって日本棋院と岸信介（当時首相）らによる国際囲碁普及組織の構想が持ち上がり、その推進にも携わったが、折衝が膠着している間に独自に中央会館内で国際囲碁協会を設立する。1961年に、囲碁文化会発行の英文囲碁月刊誌『Monthly Go Review』を引き継ぐ。1962年、女流棋士大山寿子、尾崎加代子を米国派遣。1963年にインターナショナル・アマチュア・ゴ・トーナメント（9カ国が参加）を開催した。
1959年にはシッキム王国のソンダップ・ナムギャール皇太子が訪日した際に、中央会館にて17路盤によるチベットルールでの囲碁の対局を行った。

### 中央会館帰属問題
1961年に日本棋院理事でもあった永野護が、瀬越憲作、岩本薫らと、中央会館と別に国際囲碁連盟を設立を進めたが、伊予本はこれへの日本棋院の協力に反対する。永野の協会には大倉喜七郎が援助する予定だったが、1963年の大倉の死去により自然消滅となった。
1963年には日本棋院は新館建設の準備を始めようとしたが、寄付金集めに際して中央会館活動との一本化をしようとして、伊予本の独自の活動への批判が大きくなった。1964年に日本棋院理事会の反対を押し切って、第2回インターナショナル・アマチュア・ゴ・トーナメントを開催。このため日本棋院理事会は、1965年に中央会館の運営を理事会が直接行うことに決定し、伊予本を運営委員から解任。伊予本はこれに反対して仮処分を申請。中央会館と伊予本の扱いは裁判で争われることになり、理事会は棋士評議会を招集して伊予本の除名を決定する。1966年、裁判の結果、中央会館運営は日本棋院によることとなり、裁判所の勧告により伊予本は除名ではなく自発的に脱退するということとなった。
脱退後に病となり、1974年に広島県生口島にて死去、日本棋院より追贈名誉八段。門下に酒井正則五段、佐藤馨七段。

### 主な棋歴
- 大手合 1941年前期第二部優勝、1943年前期第二部優勝、1953年第二部2等